# Тубанкуль
Тубанкуль (баш. Түбән күл) — упразднённая деревня Старотуймазинского сельсовета в Туймазинском районе Башкортостана. В 1982 году вошла в состав города Туймазы. Сейчас бывшая территория деревни — мкр. Тубанкуль

## География
Протекает р.Туймазинка.

## История
Основана в конце 1920-х гг. на территории Белебеевского кантона. Селение было создано в связи с организацией колхоза «Тубанкуль».
Указ Президиума ВС Башкирской АССР от 25.02.1982 N 6-2/63 «О включении в черту города Туймазы деревни Тубанкуль Старотуймазинского сельсовета Туймазинского района» гласил:
«Включить в черту города Туймазы деревню Тубанкуль Старотуймазинского сельсовета Туймазинского района, исключив её из учётных данных по административно-территориальному делению

Уфа, 25 февраля 1982 года».

## Население
в 1939 — 293 человек; 1959 — 368 человек.

## Инфраструктура
Было развито сельское хозяйство. 